# Serpophaga
Genre
Serpophaga est un genre d'oiseaux de la famille des Tyrannidae.

## Taxinomie
Selon la classification de référence du Congrès ornithologique international (version 14.1, 2024) et Alan P. Peterson ce genre est représenté par cinq espèces :
- Serpophaga cinerea (Tschudi, 1844) – Tyranneau des torrents
  - Serpophaga cinerea grisea Lawrence, 1871
  - Serpophaga cinerea cinerea (Tschudi, 1844)
- Serpophaga hypoleuca Sclater, PL & Salvin, 1866 – Tyranneau des rivières
  - Serpophaga hypoleuca venezuelana Zimmer, JT, 1940
  - Serpophaga hypoleuca hypoleuca Sclater, PL & Salvin, 1866
  - Serpophaga hypoleuca pallida Snethlage, E, 1907
- Serpophaga nigricans (Vieillot, 1817) – Tyranneau noirâtre
- Serpophaga subcristata (Vieillot, 1817) – Tyranneau à toupet
  - Serpophaga munda von Berlepsch, 1893
  - Serpophaga subcristata straminea (Temminck, 1822)
  - Serpophaga subcristata subcristata (Vieillot, 1817)
- Serpophaga griseicapilla Straneck, 2007 – Tyranneau de Straneck